# Anemesia gidzhovak
Espèce
Anemesia gidzhovak est une espèce d'araignées mygalomorphes de la famille des Cyrtaucheniidae.

## Distribution
Cette espèce est endémique de la province du Khatlon au Tadjikistan,. Elle se rencontre dans les monts Vakhsh vers Gidzhovak.

## Description
Le mâle holotype mesure 16,5 mm et la femelle paratype 22,3 mm.

## Systématique et taxinomie
Cette espèce a été décrite par Zamani et Fomichev en 2025.

## Étymologie
Son nom d'espèce lui a été donné en référence au lieu de sa découverte, Gidzhovak.

## Publication originale
- Zamani & Fomichev, 2025 : « Four new species of Mygalomorphae (Araneae) from Tajikistan and Afghanistan. » Journal of Natural History, vol. 59, no 13/16, p. 775-793.